# 5369 Virgiugum
5369 Virgiugum este un asteroid din centura principală de asteroizi.

## Descriere
5369 Virgiugum este un asteroid din centura principală de asteroizi. A fost descoperit pe 22 septembrie 1985 la Zimmerwald de Paul Wild. El prezintă o orbită caracterizată de o semiaxă mare de 2,26 ua, o excentricitate de 0,23 și o înclinație de 4,5° în raport cu ecliptica.